# Mala Rudina (ruralna cjelina)
Ruralna cjelina Mala Rudina, ruralna cjelina zaseoka Male Rudine (Molo Rudina), dio sela Rudine, Grad Stari Grad, otok Hvar.

## Opis
Nastala je od 18. do 20. stoljeća. Mala Rudina ili Rudina Šoljanova (po prezimenu prvih stanovnika naselja) smještena je na visoravni sjeverno od Staroga Grada, formirala se uz put koji se izvan sela račva prema istoku, odnosno uvalama na sjevernoj strani i prema zapadu, odnosno pašnjacima na poluotoku Kabal. Na južnom ulazu su dva naplova za vodu s cisternama. Uz dvije bočne ulice s glavnim putem formiran je omanji trg na kojem je mlin za masline, dva tijeska za grožđe i zidani stup koji završava feralom. Kuće su stambeno-gospodarske katnice, gdje se stambenom dijelu pristupa preko vanjskog stubišta, ponekad natkrivenih pregolom, odrinom. Prepoznatljivo obilježje tradicijske gradnje sela je način prikupljanja vode na nekoliko kuća: od strehe, dijagonalno duž zidova, postavljene su konzole na kojima su kamene ploče koje nose kupe kanalice kojima se voda spušta u gustirne. U Maloj Rudini iznimno dobro je očuvana tradicijska arhitektura i organizacija prostora, a ambijentalnu kvalitetu posebno pojačava hortikulturalni element (vrtovi unutar i oko naselja ograđeni suhozidom) ruralne sredine.

## Zaštita
Pod oznakom P-5161 bila je zavedena je kao nepokretno kulturno dobro - kulturno-povijesna cjelina, pravna statusa preventivno zaštićena kulturnog dobra, klasificirano kao "kulturno-povijesna cjelina". Status zaštićenog kulturnog dobra, klasifikacije kao "ruralna cjelina" dobila je pod oznakom Z-7369.